# A Avó Detective
A Avó Detective, no original em francês Prudence Petitpas, é uma série de desenhos animados (52 X 26 minutos) produzida e emitida pelo canal francês TF1. Em Portugal, foi emitida pela RTP1 em 2003, dobrada em português. Mais tarde, repetiu na RTP2 (no "Zig Zag") e no Canal Panda, com a mesma dobragem. Baseia-se na série de banda desenhada Prudence Petitpas que apareceu pela primeira vez, em 1957, no Le Journal de Tintin.
- Cenário : Maréchal, Goscinny, Greg et Mittéï.
- Desenhos : Maréchal.

## Início da série
Foi em 1957 que Maréchal, seguindo o conselho do seu vizinho e amigo Raymond Macherot, apresentou-se nos escritórios das Les Editions du Lombard com o seu projecto debaixo do braço, uma velha senhora baptizada de Prudência Passinhos, que é confrontada com enigmas policiais. Não foi por acaso que Maréchal escolheu uma personagem de idade avançada. De facto, ele tinha reparado que todos os personagens de sucesso no journal de Tintin eram jovens ou até crianças. Em absoluta contra-corrente, escolheu algo que era novidade e lhe daria a possibilidade de sobressair. Foi Hergé, conselheiro do jornal, quem sugeriu a Raymond Leblanc a publicação de algumas pranchas.

## Sinopse
A acção passa-se na pequena aldeia de Mourão, um lugar imaginário inspirado num cenário autêntico, que o autor conhece bem: Sauveterre-de-Rouergue. Um charmoso recanto da França situado entre Albi e Rodez, onde o autor passa um mês de férias em cada Verão. Todas as histórias se passam em Mourão, onde Prudência Passinhos passa a maior parte do seu tempo a destrinçar toda a sorte de enigmas policiais.

## Personagens
- Prudência Passinhos - Prudência Passinhos, também conhecida pelos mais novos como Avó Prudência, é uma velha professora reformada que divide o seu tempo livre entre cozinhar as melhores tartes de mirtilos da aldeia de Mourão, e resolver os mais diversos mistérios que ocorrem na região. Perspicaz, atenta e bondosa, e acompanhada sempre pelo seu fiel gato, Oscar, Prudência não tem medo de nada nem ninguém, fazendo frente aos mais variados tipos de criminosos e malfeitores que escolhem Mourão para os seus planos diabólicos.
- Oscar - Oscar é o gato ruivo de Prudência Passinhos, que a acompanha nas suas aventuras. Tal como a dona, não tem medo de nada, nem ninguém e está sempre disposto a ir em aventuras. Quando não está a ajudar a dona, gosta muito de fazer travessuras. Possui uma rivalidade enorme com um morcego de Mourão que passa a vida a azucrinar-lhe a cabeça.
- Carlos - Carlos é um velho guarda florestal, e o melhor amigo de Prudência Passinhos. Conhecendo Prudência desde os tempos em que andavam na escola juntos, Carlos é um dos seus companheiros inseparáveis, sabendo sempre que quando Prudência se mete a desvendar um mistério, nada a pára. Geralmente anda sempre armado com uma espingarda, que usa para intimidar quem quer que lhe faça a frente.
- Comissário Alfredo - Alfredo é o comissário da polícia da aldeia de Mourão. Apesar de ser um excelente profissional, muitas das vezes não acredita inicialmente quando Avó Prudência lhe diz que existem problemas no horizonte, ainda que seja o primeiro a admitir que estava errado quando tal acontece. A única coisa que mais gosta, além do seu trabalho, é de comer, e não esconde de ninguém o seu prazer por experimentar todo o tipo de iguarias que lhe servem. Geralmente chateia-se quando lhe interrompe a refeição.
- Irmãs Bechamel - Esmeralda, Clotilde e Alzira Bechamel são um trio de irmãs que vivem em Mourão. Tendo frequentado a escola com Prudência e Carlos, sempre tiveram inveja dos feitos de Prudência. Ao longo da vida tentaram superar Prudência em tudo o que lhes era possível, especialmente na confecção de tartes de mirtilos, o que causou uma grande rivalidade com a velha professora, que faz as melhores tartes da aldeia. São consideradas umas coscuvilheiras e têm o hábito de se meterem em problemas, quando tentam investigar algum caso que Prudência também investiga.
- Jojó - É o líder do grupo de crianças de Mourão. É um menino muito enérgico, gosta muito de ajudar a Avó Prudência com as suas investigações.

## Dobragem portuguesa
- Prudência Passinhos - Ana Vieira
- Carlos - Pedro Cardoso
- Comissário Alfredo - Michel Simeão
- Jojó - Vitor D'Andrade
- Didi - Nuno Pardal
- Marlene - Ana Vieira
- Júlio - Paulo Duarte Ribeiro
- Mariazinha - Sónia Jerónimo
- Zézinho - Michel Simeão
- Quico - Pedro Cardoso
- Irmã Bechamel Esmeralda - Pedro Cardoso
- Irmã Bechamel Alzira - Paulo Duarte Ribeiro
- Irmã Bechamel Clotilde - Sónia Jerónimo